# Okroug du Sal

Okroug de Sal dans l’oblast de l'armée du Don.

L’okroug du Sal est une division administrative de l’oblast de l'armée du Don de l’Empire russe avec pour capitale Velikokniajeskaïa.

## Géographie
L’okroug du Sal était situé au sud-est de l’oblast de l'armée du Don limitrophe des gouvernements d’Astrakhan et Stavropol. Sa superficie était de 18 386 verstes carrées.

## Histoire
L’okroug est créé le 27 janvier 1884.